# Hermandad de los Dolores de Torreblanca
La Hermandad de los Dolores de Torreblanca es una cofradía católica del barrio de Torreblanca, en Sevilla, España. Participa en la procesión del Sábado de Pasión de la Semana Santa en Sevilla.
El nombre completo de la hermandad es Humilde y Fervorosa Hermandad Sacramental del Santísimo Nombre de Jesús y Cofradía de Nazarenos de Nuestro Padre Jesús Cautivo ante Pilato, María Santísima de los Dolores y San Antonio de Padua.

## Historia
El barrio había crecido con la parroquia del Inmaculado Corazón de María, pero se antojaba necesaria otra más. La parroquia de San Antonio de Padua se fundó en 1961 y fue bendecida ese año por el cardenal Bueno Monreal. Un grupo de vecinos organizaba veladas (velás) festivas en honor a San Antonio y también pidió tallas del santo a otras parroquias para llevarlas en procesión. No obstante, la costumbre de llevar al santo en procesión cesa a los pocos años.
En los años 80 llega a la parroquia el padre jesuita Antonio Olmo Civanto y en 1987 se crea una asociación de fieles en honor al Santísimo Sacramento y a san Antonio. En 1988 el párroco adquiere una virgen dolorosa del taller de Palacios Malaver. Esta Virgen, bajo la advocación de María Santísima de los Dolores, procesionará por primera vez en 1989 sobre unas andas. En 1990 procesionará con una cruz arbórea detrás, como si se tratara de una Virgen de la Soledad. En 1991 la Virgen procesiona con un palio y con unos respiraderos y varales adquiridos a la Hermandad de la Vera Cruz del Viso del Alcor.
Paralelamente, en los años 80 se crea en el barrio el Centro Cultural del Inmaculado Corazón de María, que saca en procesión una cruz de mayo. En 1989 esta cruz ganó un premio del Ayuntamiento de Sevilla. En 1990 adquieren el paso de la Sagrada Entrada en Jerusalén (conocido como "la borriquita") de una hermandad de la localidad de Marchena y en 1991 adquieren una talla de Jesús Cautivo. En 1992 el Centro Cultural se fusiona con la Asociación Parroquial de Nuestra Señora de los Dolores y San Antonio de Padua. En 1992 procesiona el Jesús Cautivo por primera vez con el paso de "la borriquita" de Marchena. Este paso será usado hasta 2004. En 2005 el Cristo estrenará un nuevo paso, cuya decoración será finalizada en 2010.
En los años 90 se adquiere una talla de vestir de san Antonio, ya que la primitiva no estaba en buen estado y no era recomendable su salida en procesión. La antigua talla se conserva en la sala de juntas de la hermandad. En 1994 el arzobispo Amigo Vallejo aprueba la creación de la hermandad con su actual título En 1995 la hermandad hará su primera estación de penitencia desde la parroquia del Inmaculado Corazón de María.
Fue una de las hermandades convocadas al Vía Crucis de la Fe de Sevilla, que se celebró el 17 de febrero de 2013. Para dicho evento, trasladó su misterio a la iglesia de Santa Marina, desde donde habría efectuado su salida. Sin embargo, los pasos no salieron a causa de la lluvia. De todos modos, la hermandad decidió sacarlo a la plaza, donde se rezó la estación correspondiente del Vía Crucis, y acto seguido entró a la iglesia.
A finales de 2017 la imagen de Nuestro Padre Jesús Cautivo ante Pilato fue elegida para el vía+crucis del consejo de Hermandades y Cofradías de Sevilla. El acto tuvo lugar el día 19 de febrero de 2018, primer lunes de Cuaresma. La Imagen salió desde la iglesia de Santa Marina, y participaron en el cortejo todas las hermandades de Vísperas.

## Jesús Cautivo ante Pilato

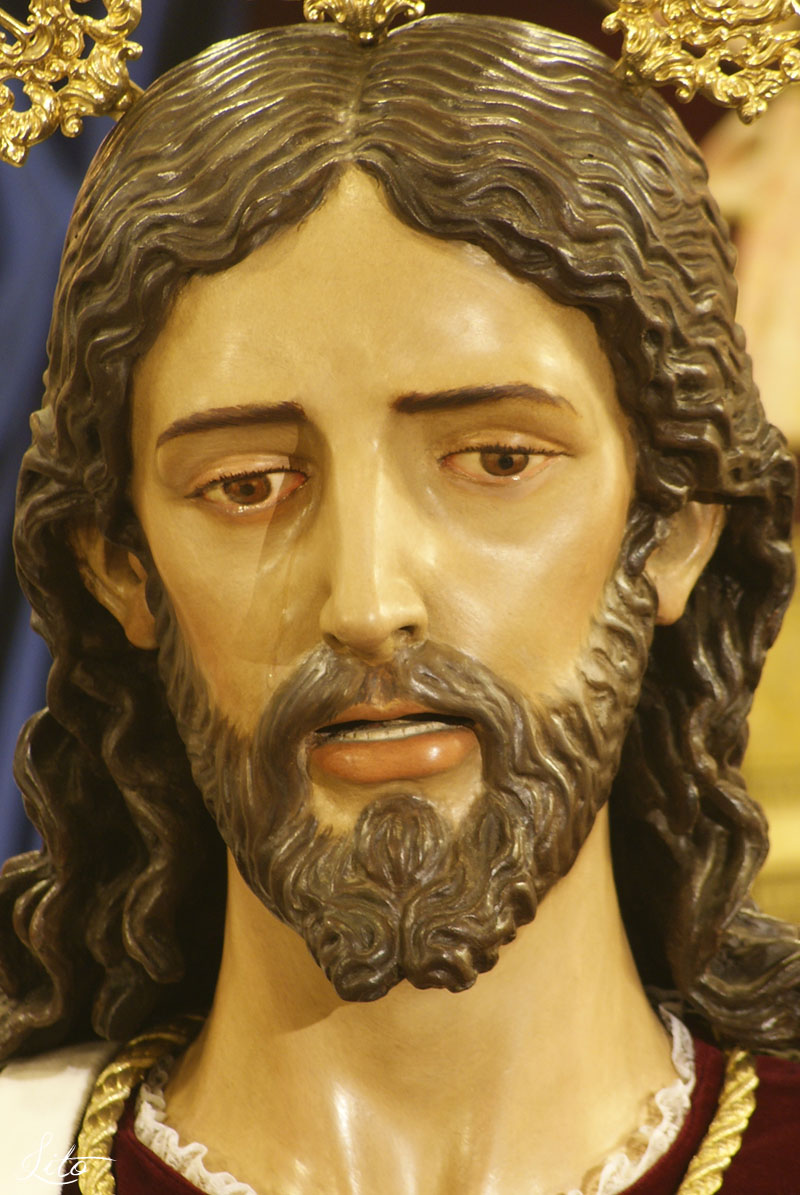
Jesús Cautivo.

El paso de Cristo representa el momento en que Jesús accede a la Casa de Poncio Pilato y es interrogado por él, en el momento en que le pregunta si él es el Rey de los Judíos.
En el misterio aparecen el Señor Cautivo ante Pilato obra de Jesús Méndez Lastrucci (realizada entre 1991 y 1992) así como Pilato que lo interroga, un sacerdote judío, un centurión romano y un esclavo judío, tallas todas de Juan Antonio Blanco Ramos (2005).
El paso de Cristo es de estilo neobarroco, en madera de cedro, iluminado por candelabros de guardabrisas, con unas dimensiones de 2,60m x 5m aprox, es una obra de Pedro M. Benítez Carrión, de Mairena del Alcor,(Sevilla). Las potencias de Cristo son doradas.

## María Santísima de los Dolores

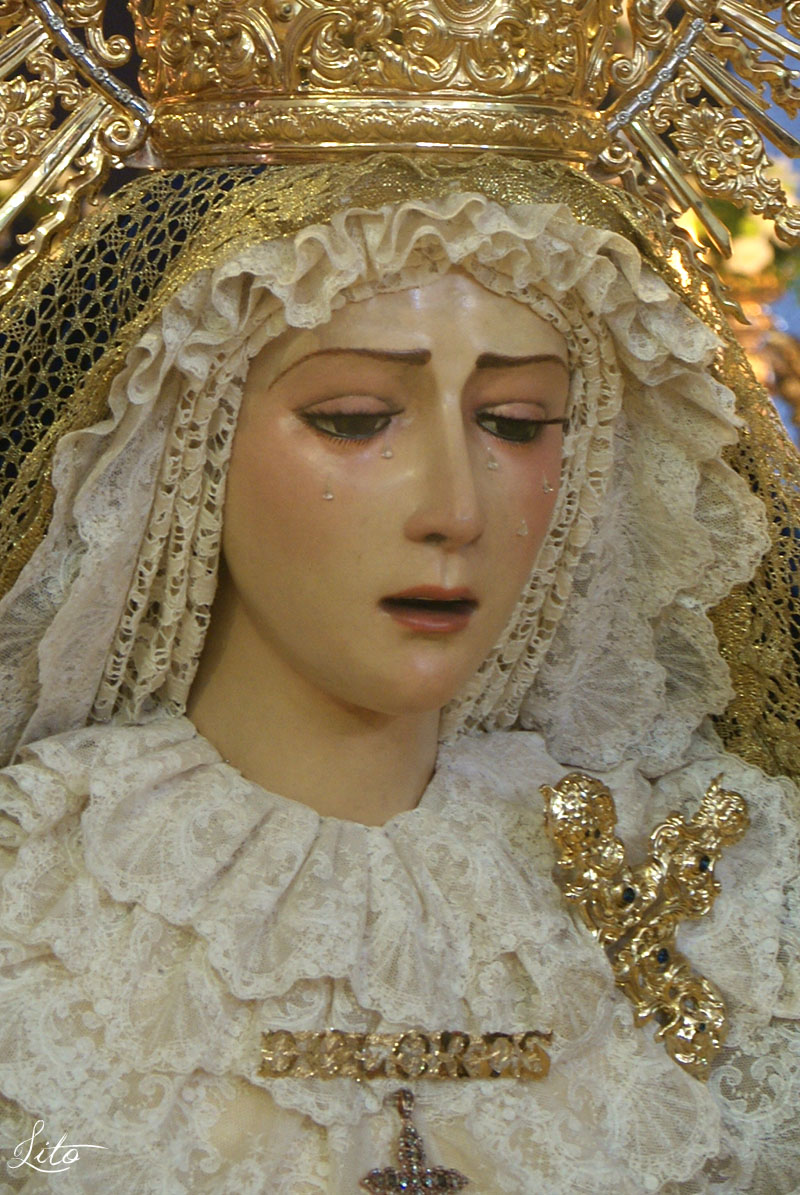
Virgen de los Dolores.

La Virgen de los Dolores es obra de José María Gamero Viñau (1987).
El paso de palio tiene orfebrería plateada, el palio es de terciopelo azul noche, liso y el manto del mismo color. Lleva corona de plata sobredorada. Destaca la gloria del techo realizada por el mismo artífice de la dolorosa que representa a la Inmaculada con los Seises.

## Procesión sacramental y de gloria
La Hermandad de los Dolores, al tener carácter sacramental, rinde culto al Santísimo Sacramento. De este modo, la última semana de mayo se celebra un Triduo Eucarístico que se culmina con la solemne procesión sacramental el último domingo del citado mes. La procesión finaliza en la iglesia parroquial del Inmaculado Corazón de María, donde se da la bendición con el Santísimo Sacramento y el Sagrario se guarda en la misma iglesia.
Por otro lado, ostenta también el carácter de hermandad de gloria, celebrando solemnes cultos en honor y gloria de san Antonio de Padua en fechas cercanas a su onomástica (13 de junio), celebrando también procesión de gloria en la jornada del sábado más cercano a la festividad. Esta procesión, la más antigua del barrio aunque interrumpida en varias ocasiones hasta 1987, es el origen, junto con la primitiva cruz de mayo, de la actual hermandad. La imagen de san Antonio de Padua recorre las calles del barrio, visitando la parroquia del Inmaculado Corazón de María, teniendo lugar su entrada en la Parroquia de San Antonio alrededor de las dos de la madrugada, siendo una de las procesiones de gloria que más se extiende en Sevilla, en lo que se refiere a su horario y recorrido. La entrada en el templo congrega a numerosos vecinos y se realiza un castillo de fuegos artificiales ya que san Antonio es el patrón del barrio.

## Hábitos
Túnica morada con antifaz en el mismo color y capa, botonadura, cíngulo y guantes blancos. En el antifaz lleva el escudo de los Siete Dolores y en la capa, el escudo corporativo de la Hermandad.

## Música
Abre el cortejo la Banda de Cornetas y Tambores de la Sentencia Juvenil. Tras el misterio va la Agrupación Musical La Sentencia de Jerez de la Frontera y tras el palio va la Sociedad Filarmónica Cultural de Sanat María de las Nieves de Olivares.

## Galería

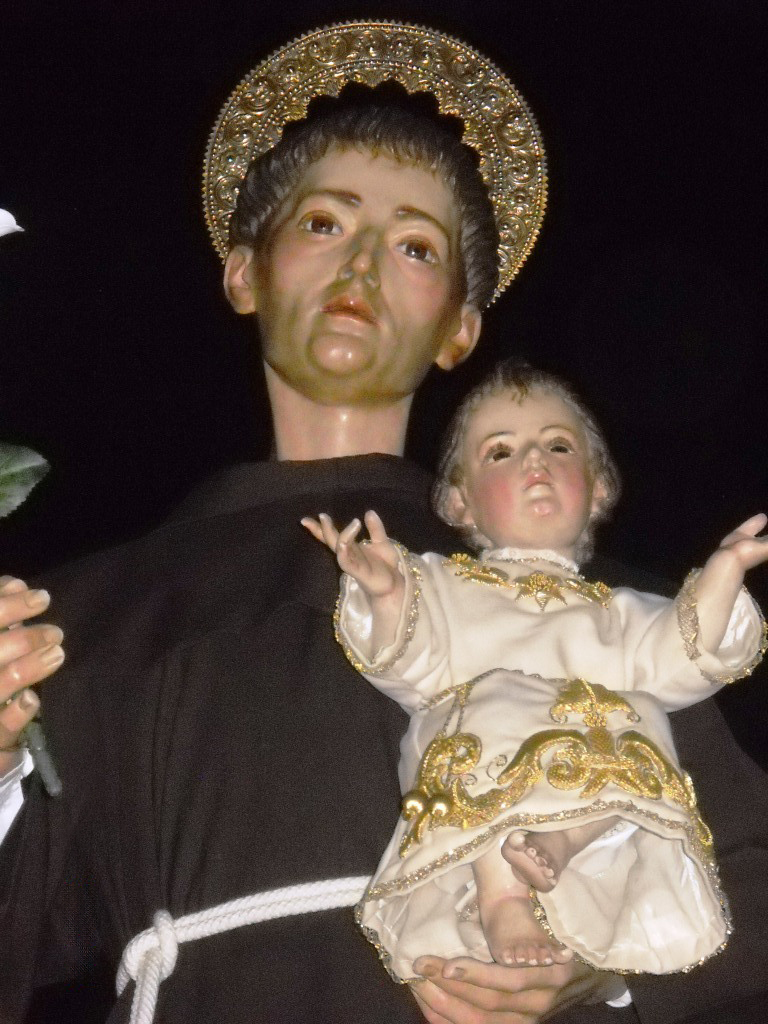
San Antonio de Padua, realizado en 1992 por José María Gamero Viñau.
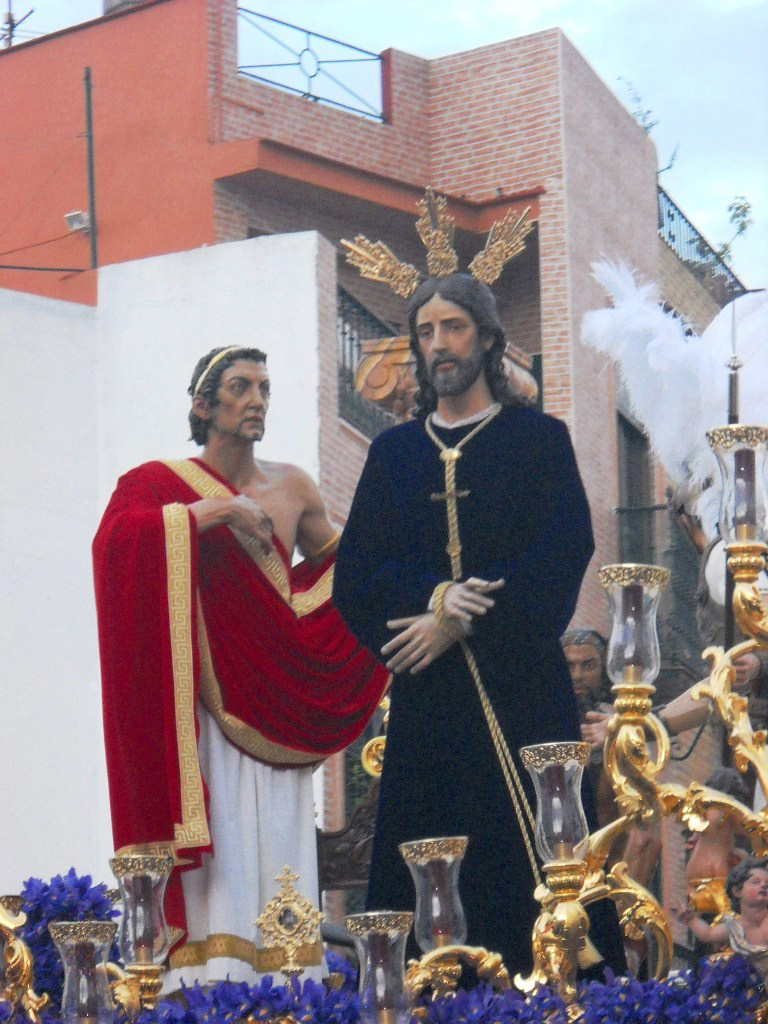
Cristo Cautivo ante Poncio Pilato.

## Paso por la carrera oficial
| Predecesor: Candelaria Madre de Dios | Orden de entrada en la carrera oficial (Junio) 6º lugar            | Sucesor: Hermandad de La Hiniesta Gloriosa |
| Predecesor: Divino Perdón            | Orden de entrada en la carrera oficial (Sábado de Pasión) 3º lugar | Sucesor: San José Obrero                   |